# Université ouverte de Catalogne
 (décembre 2022).
L'université ouverte de Catalogne (en catalan : Universitat Oberta de Catalunya) est une université privéeespagnole, ouverte à distance  (basée sur Internet) créée en 1994 par la Généralité de Catalogne. Cette dernière exerce une mission de service public dans l'enseignement supérieur et la recherche. Elle accueille chaque année plus de 70 000 étudiants auxquels elle offre des diplômes de différents niveaux.

## Présence internationale
L'UOC regroupe des étudiants venant d'un peu partout dans le monde, notamment d'Europe et d'Amérique du Sud (étant donné que la plupart des cours sont donnés en langue espagnole ou catalane).

## Gamme de formations
L’UOC propose différentes formations à distance, adaptées à l'espace européen de l'enseignement supérieur.
- Programmes en français :

L'UOC propose des études islamiques en français (et en anglais), dont un Master international en Études islamiques et arabes en ligne, se déroulant en deux ans d'études. Ce Master scientifique et interdisciplinaire veut répondre aux besoins de multiples publics : les éducateurs, les chefs d’entreprises, les acteurs sociaux, les collectivités locales, les ONG, les diplomates, les médias ou les intellectuels. Parmi les enseignants se trouvent Charles Saint-Prot, Ahmed Djebbar, Ali Benmakhlouf et Youssef Courbage[réf. nécessaire].
- « Grados » (Bac +5) (se déroulant en quatre ans d'études) : 
  - Administration et direction d’entreprises
  - Communication
  - Criminologie
  - Éducation sociale
  - Documentation
  - Droit
  - Génie informatique
  - Philologie catalane
  - Marketing
  - Multimédia
  - Sciences humaines
  - Sciences du travail
  - Psychologie
  - Technologies de la télécommunication
  - Tourisme

Ces études sont proposés en catalan et en espagnol. 
- Programmes de Master [5]
- Programmes de Doctorat [6]

Ces études sont proposés en catalan, en espagnol et en anglais

## Méthodologie d’évaluation
La méthodologie d’évaluation n’est pas globale, mais adaptée à chaque matière. Les élèves peuvent être évalués par des travaux (individuels ou en groupe) présentés par Internet (qui sont suivis d’une épreuve sur place), ou bien par un examen (au cas où les travaux ne seraient pas réussis). 
Cette université utilise la notation anglaise (A, B, C+, C-, D), ce qui n’est pas habituel en Espagne (même si lors de la remise du diplôme et des notes finale les notes sont données). Cette notation est peu à peu remplacée à partir du second semestre de l'année universitaire 2010/2011 et laisse place à la notation numérique directe habituelle espagnole (de 0 à 10).

## Recherche
Les principaux représentants de la recherche de l’UOC sont l’Internet Interdisciplinary Institute (IN3) et l’eLearn Center (eLC).

## Reconnaissance
L'UOC a reçu plusieurs prix en tant qu'une des meilleures universités à distance.